# Florida Gulf Coast University (CDP, Floride)
Florida Gulf Coast University est une census-designated place du comté de Lee, dans l'État de Floride, aux États-Unis. En 2020, elle compte une population de 3 659 habitants.